# DAF YA-328

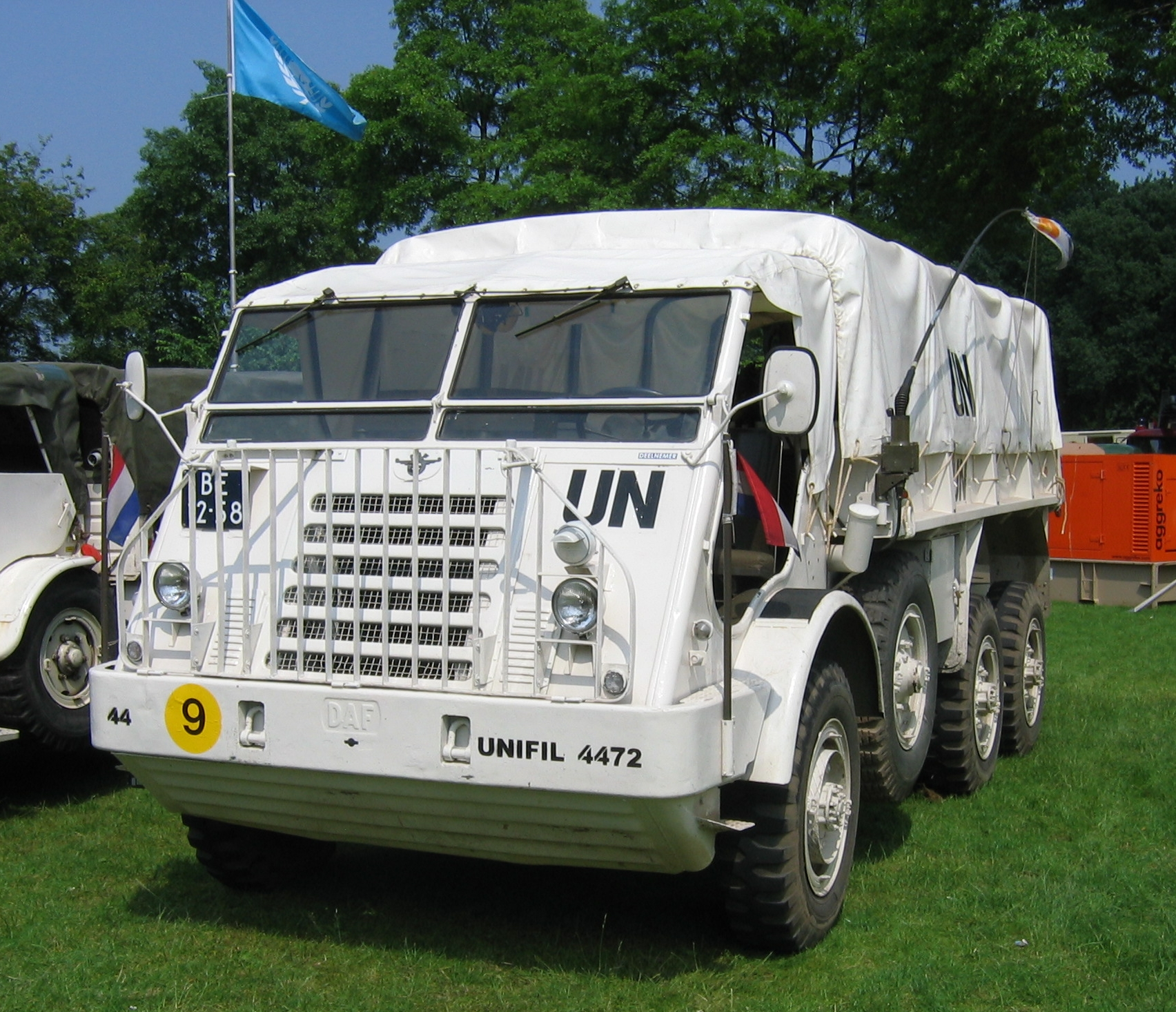
DAF YA-328 em versão da ONU

O DAF YA-328 é um veículo blindado neerlandês com tracção 6x6, produzido entre 1952 e 1958 pela DAF. O veículo possuía um motor Hércules a gasolina de seis cilindros e transmissão automática ZF de cinco velocidades. Tem seis rodas motrizes e dois pneus de reserva, sendo que as rodas sobressalentes servem como rodas de apoio. Os principais variantes são um trator de artilharia e um carro de carga (com ou sem guincho). No total foram produzidos 4.510 unidades deste veículo. O DAF YA-328 sucedeu ao DAF YA-318 e, por sua vez, foi sucedido pelo DAF YA-4440 em 1978.